# إيرل إيستوود
إيرل إيستوود هو مجدف كندي، ولد في 2 نوفمبر 1905 في هاميلتون في كندا، وتوفي بنفس المكان في 4 يوليو 1968.

## وصلات خارجية
- إيرل إيستوود على موقع الاتحاد الدولي للتجديف (الإنجليزية)
- إيرل إيستوود على موقع اللجنة الأولمبية الدولية (الإنجليزية)
- إيرل إيستوود على موقع أوليمبيديا (الإنجليزية)
- إيرل إيستوود على موقع اللجنة الأولمبية الكندية (الإنجليزية)